# Gregor Braun
Gregor Braun (Neustadt, 31 de diciembre de 1955) es un deportista alemán que compitió para la RFA en ciclismo en las modalidades de ruta y pista, especialista en las pruebas de persecución.
Participó en los Juegos Olímpicos de Montreal 1976, obteniendo dos medallas de oro, en las pruebas de persecución individual y de persecución por equipos (junto con Peter Vonhof, Hans Lutz y Günther Schumacher).
Ganó cuatro medallas en el Campeonato Mundial de Ciclismo en Pista entre los años 1975 y 1985.
En carretera sus mayor éxitos son la victoria en una etapa del Giro de Italia 1983 y ganar la clasificación general de la Vuelta a Alemania de 1980.

## Medallero internacional
| Juegos Olímpicos   | Juegos Olímpicos          | Juegos Olímpicos  | Juegos Olímpicos            |
| Año                | Lugar                     | Medalla           | Competición                 |
| ------------------ | ------------------------- | ----------------- | --------------------------- |
| 1976               | Montreal (Canadá)         | Medalla de oro    | Persecución individual      |
| 1976               | Montreal (Canadá)         | Medalla de oro    | Persecución por equipos     |
| Campeonato Mundial |                           |                   |                             |
| Año                | Lugar                     | Medalla           | Competición                 |
| 1975               | Rocourt (Bélgica)         | Medalla de oro    | Persecución por equipos (A) |
| 1977               | San Cristóbal (Venezuela) | Medalla de oro    | Persecución individual (P)  |
| 1978               | Múnich (RFA)              | Medalla de oro    | Persecución individual (P)  |
| 1985               | Bassano (Italia)          | Medalla de bronce | Persecución individual (P)  |

## Resultados

### Clásicas y Campeonatos
| Carrera                | Carrera                | 1977 | 1978 | 1979 | 1980 | 1981 | 1982 | 1983 | 1984 | 1985 | 1986 | 1987 | 1988 | 1989 |
| ---------------------- | ---------------------- | ---- | ---- | ---- | ---- | ---- | ---- | ---- | ---- | ---- | ---- | ---- | ---- | ---- |
| Omloop Het Nieuwsblad  | Omloop Het Nieuwsblad  | —    | —    | —    | —    | —    | 23.º | 45.º | —    | —    | —    | 50.º | —    | —    |
| Kuurne-Bruselas-Kuurne | Kuurne-Bruselas-Kuurne | —    | —    | —    | —    | —    | 1.º  | —    | —    | —    | —    | —    | —    | —    |
|                        | Milan San Remo         | —    | —    | 75.º | 24.º | —    | 26.º | 56.º | —    | —    | —    | —    | —    | —    |
| E3 Harelbeke           | E3 Harelbeke           | —    | —    | —    | —    | —    | —    | 31.º | —    | —    | —    | —    | —    | —    |
| Gante-Wevelgem         | Gante-Wevelgem         | —    | —    | 21.º | —    | 4.º  | 10.º | 6.º  | —    | —    | —    | —    | —    | —    |
|                        | Tour de Flandes        | —    | 3.º  | 31.º | —    | 35.º | —    | 26.º | 7.º  | —    | —    | —    | —    | —    |
| Scheldeprijs           | Scheldeprijs           | —    | —    | —    | —    | —    | —    | —    | —    | —    | —    | —    | —    | —    |
|                        | París-Roubaix          | 38.º | 18.º | 45.º | —    | 23.º | 3.º  | —    | 5.º  | —    | —    | —    | —    | —    |
| Flecha Brabanzona      | Flecha Brabanzona      | —    | —    | —    | —    | —    | 10.º | —    | —    | —    | —    | —    | —    | —    |
| Amstel Gold Race       | Amstel Gold Race       | —    | 7.º  | —    | —    | —    | 3.º  | 33.º | —    | —    | —    | —    | —    | —    |
| Flecha Valona          | Flecha Valona          | —    | 33.º | —    | —    | —    | —    | —    | —    | —    | —    | —    | —    | —    |
|                        | Lieja-Bastoña-Lieja    | —    | 48.º | —    | —    | —    | —    | —    | —    | —    | —    | —    | —    | —    |
| GP. de Fráncfort       | GP. de Fráncfort       | 10.º | 1.º  | 3.º  | 27.º | —    | 5.º  | 24.º | —    | 39.º | —    | —    | —    | —    |
| París-Tours            | París-Tours            | 22.º | 15.º | —    | 52.º | —    | —    | —    | —    | —    | —    | —    | —    | —    |
|                        | Giro de Lombardía      | 23.º | —    | —    | —    | —    | —    | —    | —    | —    | —    | —    | —    | —    |
| Mundial en Ruta        | Mundial en Ruta        | Ab.  | Ab.  | 12.º | Ab.  | 31.º | 24.º | Ab.  | —    | —    | —    | —    | —    | —    |
| Alemania en Ruta       | Alemania en Ruta       | —    | 1.º  | —    | 1.º  | —    | —    | 1.º  | —    | —    | —    | —    | —    | —    |